# Gran Premio di Germania 1967
Il Gran Premio di Germania 1967 fu una gara di Formula 1, disputatasi il 6 agosto 1967 sul Nürburgring. Fu la settima prova del mondiale 1967 e vide la vittoria di Denny Hulme su Brabham-Repco, seguito da Jack Brabham e da Chris Amon.
Per la prima volta dopo 50 Gran Premi, nessun pilota di nazionalità britannica finisce a podio; l'ultima volta era accaduto al Gran Premio di Francia 1962.

## Qualifiche
I piloti di Formula 1 e di Formula 2 hanno corso insieme. Quelli di Formula 2 sono evidenziati dallo sfondo giallo. Questi ultimi partono dal fondo dello schieramento indipendentemente dal tempo fatto segnare in prova; per questo Jacky Ickx, autore della terza miglior prestazione assoluta, è costretto a partire dalla 18ª posizione, dietro ai piloti di vetture di Formula 1.
| Pos | No | Pilota          | Costruttore       | Scuderia                    | Tempo  | Distacco |
| --- | -- | --------------- | ----------------- | --------------------------- | ------ | -------- |
| 1   | 3  | Jim Clark       | Lotus-Ford        | Team Lotus                  | 8:04.1 | -        |
| 2   | 2  | Denny Hulme     | Brabham-Repco     | Brabham Racing Organisation | 8:13.5 | +9.4     |
| 3   | 11 | Jackie Stewart  | BRM               | Owen Racing Organisation    | 8:15.2 | +11.1    |
| 4   | 9  | Dan Gurney      | Eagle-Weslake     | Anglo American Racers       | 8:17.7 | +13.6    |
| 5   | 10 | Bruce McLaren   | Eagle-Weslake     | Anglo American Racers       | 8:17.7 | +13.6    |
| 6   | 7  | John Surtees    | Honda             | Honda Racing                | 8:18.2 | +14.1    |
| 7   | 1  | Jack Brabham    | Brabham-Repco     | Brabham Racing Organisation | 8:18.9 | +14.8    |
| 8   | 8  | Chris Amon      | Ferrari           | Scuderia Ferrari SpA SEFAC  | 8:20.4 | +16.3    |
| 9   | 5  | Jochen Rindt    | Cooper-Maserati   | Cooper Car Company          | 8:20.9 | +16.8    |
| 10  | 6  | Pedro Rodríguez | Cooper-Maserati   | Cooper Car Company          | 8:22.2 | +18.1    |
| 11  | 12 | Mike Spence     | BRM               | Owen Racing Organisation    | 8:26.5 | +22.4    |
| 12  | 14 | Jo Siffert      | Cooper-Maserati   | Jack Durlacher Racing Team  | 8:31.4 | +27.3    |
| 13  | 4  | Graham Hill     | Lotus-Ford        | Team Lotus                  | 8:31.7 | +27.6    |
| 14  | 17 | Hubert Hahne    | Lola-BMW          | Bayerische Motoren Werke AG | 8:32.8 | +28.7    |
| 15  | 18 | Chris Irwin     | BRM               | Reg Parnell Racing          | 8:41.6 | +37.5    |
| 16  | 16 | Jo Bonnier      | Cooper-Maserati   | Joakim Bonnier Racing Team  | 8:47.8 | +43.7    |
| 17  | 15 | Guy Ligier      | Brabham-Repco     | Privato                     | 9:14.4 | +70.3    |
| 18  | 29 | Jacky Ickx      | Matra-Ford        | Tyrrell Racing Organisation | 8:14.0 | +9.9     |
| 19  | 24 | Jackie Oliver   | Lotus-Ford        | Team Lotus                  | 8:37.9 | +33.8    |
| 20  | 22 | Alan Rees       | Brabham-Ford BT23 | Roy Winkelmann Racing       | 8:39.8 | +35.7    |
| 21  | 23 | Jo Schlesser    | Matra-Ford        | Ecurie Ford-France          | 8:40.6 | +36.5    |
| 22  | 27 | David Hobbs     | Lola-BMW          | Lola Cars                   | 8:46.2 | +42.1    |
| 23  | 26 | Kurt Ahrens     | Protos-Ford       | Ron Harris Racing Team      | 8:47.8 | +43.7    |
| 24  | 20 | Gerhard Mitter  | Brabham-Ford BT23 | Privato                     | 8:52.6 | +48.5    |
| 25  | 25 | Brian Hart      | Protos-Ford       | Ron Harris Racing Team      | 8:59.7 | +55.6    |
| DNS | 28 | Brian Redman    | Lola-Ford         | Lola Cars                   | 9:59.7 | +1:55.6  |

## Gara
| Pos | No | Pilota          | Costruttore       | Giri | Tempo/Ritiro  | Griglia | Punti |
| --- | -- | --------------- | ----------------- | ---- | ------------- | ------- | ----- |
| 1   | 2  | Denny Hulme     | Brabham-Repco     | 15   | 2:05:55.7     | 2       | 9     |
| 2   | 1  | Jack Brabham    | Brabham-Repco     | 15   | + 38.5        | 7       | 6     |
| 3   | 8  | Chris Amon      | Ferrari           | 15   | + 39.0        | 8       | 4     |
| 4   | 7  | John Surtees    | Honda             | 15   | + 2:25.7      | 6       | 3     |
| 5   | 24 | Jackie Oliver   | Lotus-Ford        | 15   | + 5:30.7      | 19      |       |
| 6   | 16 | Jo Bonnier      | Cooper-Maserati   | 15   | + 8:42.1      | 16      | 2     |
| 7   | 22 | Alan Rees       | Brabham-Ford BT23 | 15   | + 8:47.9      | 20      |       |
| 8   | 15 | Guy Ligier      | Brabham-Repco     | 14   | + 1 giro      | 17      | 1     |
| 9   | 18 | Chris Irwin     | BRM               | 13   | + 2 giri      | 15      |       |
| 10  | 27 | David Hobbs     | Lola-BMW          | 13   | + 2 giri      | 22      |       |
| 11  | 6  | Pedro Rodríguez | Cooper-Maserati   | 13   | + 2 giri      | 10      |       |
| Rit | 9  | Dan Gurney      | Eagle-Weslake     | 12   | Trasmissione  | 4       |       |
| Rit | 29 | Jacky Ickx      | Matra-Ford        | 12   | Sospensione   | 18      |       |
| NC  | 25 | Brian Hart      | Protos -Ford      | 12   | +3 giri       | 25      |       |
| Rit | 14 | Jo Siffert      | Cooper-Maserati   | 12   | Pompa benzina | 12      |       |
| Rit | 4  | Graham Hill     | Lotus-Ford        | 8    | Sospensione   | 13      |       |
| Rit | 17 | Hubert Hahne    | Lola-BMW          | 6    | Sospensione   | 14      |       |
| Rit | 11 | Jackie Stewart  | BRM               | 5    | Differenziale | 3       |       |
| Rit | 3  | Jim Clark       | Lotus-Ford        | 4    | Sospensione   | 1       |       |
| Rit | 5  | Jochen Rindt    | Cooper-Maserati   | 4    | Radiatore     | 9       |       |
| Rit | 26 | Kurt Ahrens     | Protos -Ford      | 4    | Radiatore     | 23      |       |
| Rit | 10 | Bruce McLaren   | Eagle-Weslake     | 3    | Perdita olio  | 5       |       |
| Rit | 12 | Mike Spence     | BRM               | 3    | Differenziale | 11      |       |
| Rit | 23 | Jo Schlesser    | Matra-Ford        | 2    | Motore        | 21      |       |
| Rit | 20 | Gerhard Mitter  | Brabham-Ford BT23 | 0    | Motore        | 24      |       |

## Statistiche

### Piloti
- 2ª vittoria per Denny Hulme
- 6º e ultimo giro più veloce per Dan Gurney
- 1º Gran Premio per Brian Redman
- 1° e unico Gran Premio per Brian Hart
- Ultimo Gran Premio per Alan Rees

### Costruttori
- 9° vittoria per la Brabham
- 2º e ultimo giro più veloce per la Eagle
- 1° e unico Gran Premio per la Protos

### Motori
- 7ª vittoria per il motore Repco
- 2º e ultimo giro più veloce per il motore Weslake

### Giri al comando
- Jim Clark (1-3)
- Dan Gurney (4-12)
- Denny Hulme (13-15)

## Classifiche Mondiali

### Piloti
| Pos | Pilota              | Punti |
| --- | ------------------- | ----- |
| 1   | Denny Hulme         | 37    |
| 2   | Jack Brabham        | 25    |
| 3   | Jim Clark           | 19    |
|     | Chris Amon          | 19    |
| 5   | Pedro Rodríguez     | 14    |
| 6   | Jackie Stewart      | 10    |
| 7   | Dan Gurney          | 9     |
| 8   | John Surtees        | 8     |
| 9   | John Love           | 6     |
|     | Graham Hill         | 6     |
| 11  | Bruce McLaren       | 3     |
|     | Jo Siffert          | 3     |
|     | Mike Spence         | 3     |
|     | Jochen Rindt        | 3     |
| 15  | Bob Anderson        | 2     |
|     | Jo Bonnier          | 2     |
|     | Mike Parkes         | 2     |
|     | Chris Irwin         | 2     |
| 19  | Ludovico Scarfiotti | 1     |
|     | Guy Ligier          | 1     |

### Costruttori
| Pos | Costruttore     | Punti |
| --- | --------------- | ----- |
| 1   | Brabham-Repco   | 42    |
| 2   | Cooper-Maserati | 21    |
| 3   | Lotus-Ford      | 19    |
|     | Ferrari         | 19    |
| 5   | BRM             | 11    |
| 6   | Eagle-Weslake   | 9     |
| 7   | Honda           | 8     |
| 8   | Cooper-Climax   | 6     |
|     | Lotus-BRM       | 6     |
| 10  | McLaren-BRM     | 3     |
| 11  | Brabham-Climax  | 2     |